# Horror Story - I classici del brivido
Horror Story - I classici del brivido è il nome di una serie di libri editi da Garden Editoriale tra il 1988 e il 1999.
Ogni volume presenta un'antologia di racconti dell'orrore.

## Elenco
| N° | Racconti contenuti                                                            | Autore del racconto        |
| -- | ----------------------------------------------------------------------------- | -------------------------- |
| 1  | Popsy (Popsy)                                                                 | Stephen King               |
| 1  | Seconda visione (Second Sight)                                                | Ramsey Campbell            |
| 1  | Il cimitero delle auto (The Yard)                                             | William F. Nolan           |
| 1  | La nuova stagione (The New Season)                                            | Robert Bloch               |
| 1  | Il caro estinto (The Near Departed)                                           | Richard Matheson           |
| 1  | Sculture di ghiaccio (Ice Sculptures)                                         | David B. Silva             |
| 1  | Un colpo di spugna (Wiping the Slate Clean)                                   | Wayne G. Miller            |
| 1  | La figliata (The Litter)                                                      | James Kisner               |
| 1  | Spezzoni sanguinolenti (Splatter[: A Cautionary Tale)                         | Douglas E. Winter          |
| 1  | Letto di morte (Deathbed)                                                     | Richard Christian Matheson |
| 1  | Gotico americano (American Gothic)                                            | Ray Russell                |
| 1  | Sogni umidi (Moist Dreams)                                                    | Stanley Wiater             |
| 1  | Cane, gatto e neonato (Dog, Cat and Baby)                                     | Joe R. Lansdale            |
| 1  | Niente viene dal niente (Nothing from Nothing Comes)                          | Katherine Ramsland         |
| 1  | Se prendi la mia mano, figlio mio (If You Take My Hand, My Son)               | Mort Castle                |
| 1  | Maurice e Micia (Maurice and Mog)                                             | James Herbert              |
| 1  | Una storia di pesci (Fish Story)                                              | Dennis Hamilton            |
| 1  | Meglio di Fetchit (Outsteppin' Fetchit)                                       | Charles R. Saunders        |
| 1  | Dentro il carro armato (In the Tank)                                          | Ardath Mayhar              |
| 1  | Nascondiglio (Hidey Hole)                                                     | Steve Rasnic Tem           |
| 1  | La notte sta gelando in fretta (The Night Is Freezing Fast)                   | Thomas F. Monteleone       |
| 1  | Talenti nascosti (Buried Talents)                                             | Richard Matheson           |
| 1  | Il lago George in pieno Agosto (Lake George in High August)                   | John Robert Bensink        |
| 1  | Wordsong (Wordsong)                                                           | J. N. Williamson           |
| 1  | L'uomo che affogava i cuccioli (The Man Who Drowned Puppies)                  | Thomas Sullivan            |
| 1  | Il bambino che fece ritorno dalla morte (The Boy Who Came Back from the Dead) | Alan Rodgers               |